# Ремпейдж
«Ремпейдж» — пригодницький бойовик 2018 року. Сюжет заснований на однойменній серії комп'ютерних ігор компанії Midway Games.

## Сюжет
На борту орбітальної космічної станції «Афіна» внаслідок наукового експерименту у щура відбувається мутація і вона вбиває весь екіпаж. Вижити вдається тільки жінці-доктору, вона вилітає в рятувальній капсулі, але внаслідок нападу мутованого щура при вході в атмосферу капсула вибухає і зразки мутагену розлітаються. Вони потрапляють у заповідник. Кілька тварин мутують — збільшуються у розмірах, отримують деякі властивості інших тварин та проявляють агресію. Клер Віден, яка на пару з братом керує компанією, що займалася проведенням експерименту, відправляє бойовиків приватної військової компанії здобути зразки ДНК тварин для відновлення формули. Коли одна з тварин, — вовк, вбиває всіх бійців компанії, Клер вмикає потужну ультразвукову антену, щоб приманити заражених тварин до центру Чикаго, де планує вбити їх, щоб отримати формулу ДНК. Також Клер планує заробити на продажу антидота, який не скасовує мутацію, але позбавляє тварин безпричинної агресії. Одна з тварин, горила-альбінос Джордж, до якої дуже прив'язаний вчений-приматолог Девіс Окоє, виривається та ламає літак, в якому її перевозили працівники агентства національної безпеки. Девіс, у минулому боєць елітного підрозділу спецпризначення, рятує Кейт (у минулому працівниця корпорації, що розробляла мутаген) і Рассела (працівник ЦРУ, ціль якого — спіймати керівників корпорації на маніпулюванні хімічною зброєю). Їх забирає ЦРУ, Кейт та Девіс заарештовують, але вони за допомогою Рассела втікають на гелікоптері, призначеному для евакуації поранених. Вони прямують до Чикаго, де розташовується лабораторія корпорації.
Горила приєднується до вовка та вони разом прямують до джерела сигналу. Напрям їх руху відстежують на військовій базі США, їх намагаються знешкодити, проте вовк і горила переживають потужний удар та вбивають військових. Мешканців Чикаго евакуюють, тварини-мутанти руйнують все на своєму шляху. Одночасно з вовком та горилою радари військових бачать інший об'єкт, який приймають за підводний човен. Ним виявляється крокодил-мутант. Отримавши інформацію, що більшість кварталів в центрі міста, куди прямують монстри, евакуйована, генерал наказує скинути кілька найбільш потужних неядерних бомб, що є на озброєнні в США. Кейт і Девіс намагаються взяти антидот, щоб заспокоїти тварин, але їм заважає Клер та її брат. При спробі втекти з даху будівлі на гелікоптері їх настигає Джордж, який проривається до ретранслятора, щоб знищити джерело ультразвукового сигналу. Джордж вбиває Клер, з'ївши її разом з антидотом, в цей час брат Клер, пробігши 80 поверхів по сходах, на першому поверсі зустрічається з Расселом, який пропонує йому можливість втекти в обмін на ноутбук з інформацією про усю діяльність корпорації.
Джордж під дією антидота перестає бути агресивним та допомагає Девісу знищити інших тварин.

## У ролях
| Актор              | Роль          |
| ------------------ | ------------- |
| Двейн Джонсон      | Девіс Окоє    |
| Наомі Гарріс       | Кейт Колдвелл |
| Малін Акерман      | Клер Віден    |
| Джо Манганьєлло    | Берк          |
| Джейк Лейсі        | Бретт Віден   |
| Марлі Шелтон       | Керрі Аткінс  |
| Джеффрі Дін Морган | агент Рассел  |
| Джейсон Лайлс      | Джордж        |
| П. Дж. Бірн        | Нельсон       |
| Джек Квейд         | Коннор        |
| Метт Джеральд      | Замміт        |
| Бріенн Гілл        | Емі           |

## Український дубляж
Студія: Постмодерн
Перекладач: Олег Колесніков
Режисерка дублювання: Катерина Брайковська
Звукорежисер: Андрій Желуденко
Звукорежисер перезапису: Дмитро Мялковський
Ролі дублювали:
Михайло Жонін, Катерина Буцька, Михайло Кришталь, Катерина Сергеєва, Юрій Сосков, Олександр Погребняк, Кирило Нікітенко, Катерина Брайковська

## Створення фільму

### Виробництво
Зйомки фільму проходили в Джорджії, США.

### Знімальна група
- Кінорежисер — Бред Пейтон
- Сценаристи — Карлтон К'юз, Раян Енгл, Раян Дж. Кондел, Адам Штікель
- Кінопродюсери — Бо Флінн, Хірам Гарсія, Двейн Джонсон, Джон Рікард
- Композитор — Ендрю Локінгтон
- Кінооператор — Джерон Презент
- Кіномонтаж — Джим Мей
- Художник-постановник — Баррі Чусід
- Артдиректори — Лорель Бергмен, Елліот Глік, Дрю Монаган
- Художник з костюмів — Мелісса Бранінг[3].

## Сприйняття

### Критика
Фільм отримав змішані відгуки. На сайті Rotten Tomatoes оцінка стрічки становить 53 % на основі 225 відгуків від критиків (середня оцінка 5,4/10) і 76 % від глядачів із середньою оцінкою 4,1/5 (8 695 голосів). Фільму зарахований «гнилий помідор» від кінокритиків та «попкорн» від глядачів, Internet Movie Database — 6,2/10 (85 347 голосів), Metacritic — 45/100 (46 відгуків критиків) і 5,9/10 (206 відгуків від глядачів).

### Номінації та нагороди
| Нагороди та номінації фільму «Ремпейдж» | Нагороди та номінації фільму «Ремпейдж» | Нагороди та номінації фільму «Ремпейдж»          | Нагороди та номінації фільму «Ремпейдж» | Нагороди та номінації фільму «Ремпейдж» | Нагороди та номінації фільму «Ремпейдж» |
| Рік                                     | Кінофестиваль/кінопремія                | Категорія/нагорода                               | Номінант                                | Результат                               |                                         |
| --------------------------------------- | --------------------------------------- | ------------------------------------------------ | --------------------------------------- | --------------------------------------- | --------------------------------------- |
| 2018                                    | Teen Choice Awards                      | Choice Movie: Науково-фантастичний фільм         | «Ремпейдж»                              | Номінація                               |                                         |
| 2018                                    | Teen Choice Awards                      | Choice Movie Actor: Науково-фантастичний фільм   | Двейн Джонсон                           | Номінація                               |                                         |
| 2018                                    | Teen Choice Awards                      | Choice Movie Actress: Науково-фантастичний фільм | Наомі Гарріс                            | Номінація                               |                                         |
| 2018                                    | «Золотий трейлер»                       | Найкращий бойовик                                | Warner Bros., Aspect                    | Номінація                               |                                         |